# Claudio d'Etiopia
Claudio (... – Fatigar, 23 marzo 1559) fu re d'Etiopia con i nomi di Claudio (Ge'ez: ገላውዴዎስ Galāwdēwōs, etiope Gelāwdēwōs: Galaudeuòs) e Asnaf Sagad dal 1540 al 1559.

## Biografia
Figlio del celebre Davide II, suo predecessore al trono d'Etiopia, regnò per 19 anni, in un periodo di lotta contro i musulmani che avanzavano, cercando di conquistare parti dell'impero, baluardo della cristianità in Africa. L'imperatore Claudio profuse grande impegno in questa guerra, riuscendo a fermare l'esercito di Ahmad ibn al Ghazi nel 1541. In quest'occasione si alleò con il Portogallo, ottenendo l'aiuto del condottiero Cristoforo da Gama. In prima persona partecipò alla guerra contro i musulmani e cadde in battaglia nella pianura di Fàtàgar (Fatagar o Fatigar) il 23 marzo 1559.
Fu inoltre autore di una nota opera religiosa dal titolo "Confessioni", nella quale, contro le tesi dei gesuiti, ribadì e difese le dottrine della chiesa ortodossa d'Etiopia, che i gesuiti attaccavano. Fu lo stesso Ignazio di Loyola a scrivergli infatti una famosa lettera.

## Opere
- Confessioni